# 2033
2033 рік — невисокосний рік за григоріанським календарем, що розпочинається в суботу.

## Очікувані події
- 30 березня — відбудеться повне сонячне затемнення, яке можна буде спостерігати в північній частині Азії, в Північній Америці (найкраще в Алясці), та над Північним Льодовитим океаном.

## Найвизначніший християнський ювілей
Мільярди християн планети урочисто відзначатимуть 2000-ліття Голгофи-Розп'яття, Воскресіння та Вознесіння Ісуса Христа.

### Галерея зображень

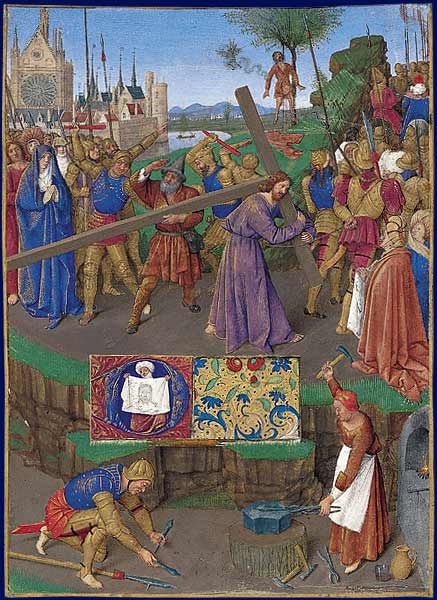
Хресна дорога Ісуса Христа
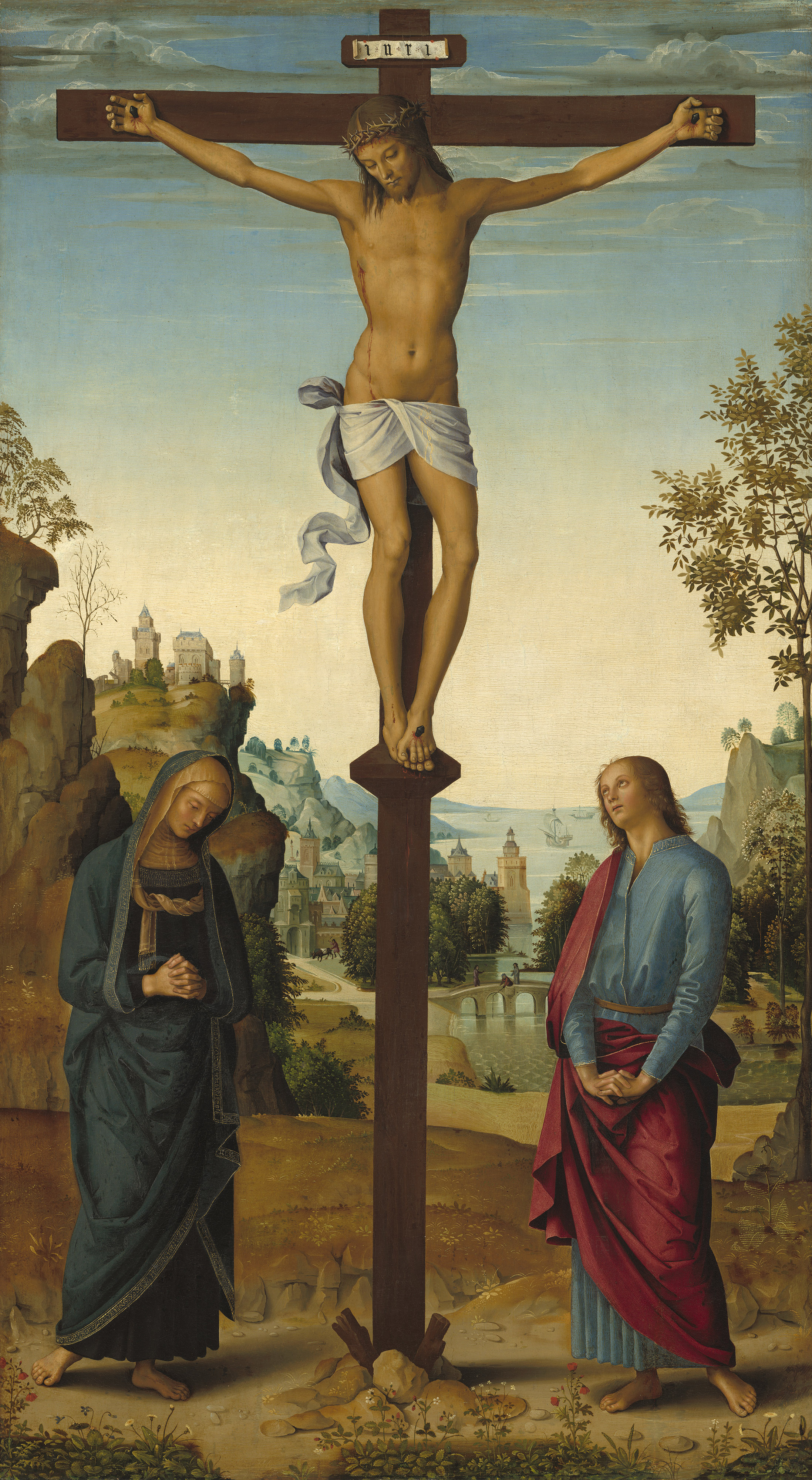
Розп'яття Христа, автор П'єтро Перуджино
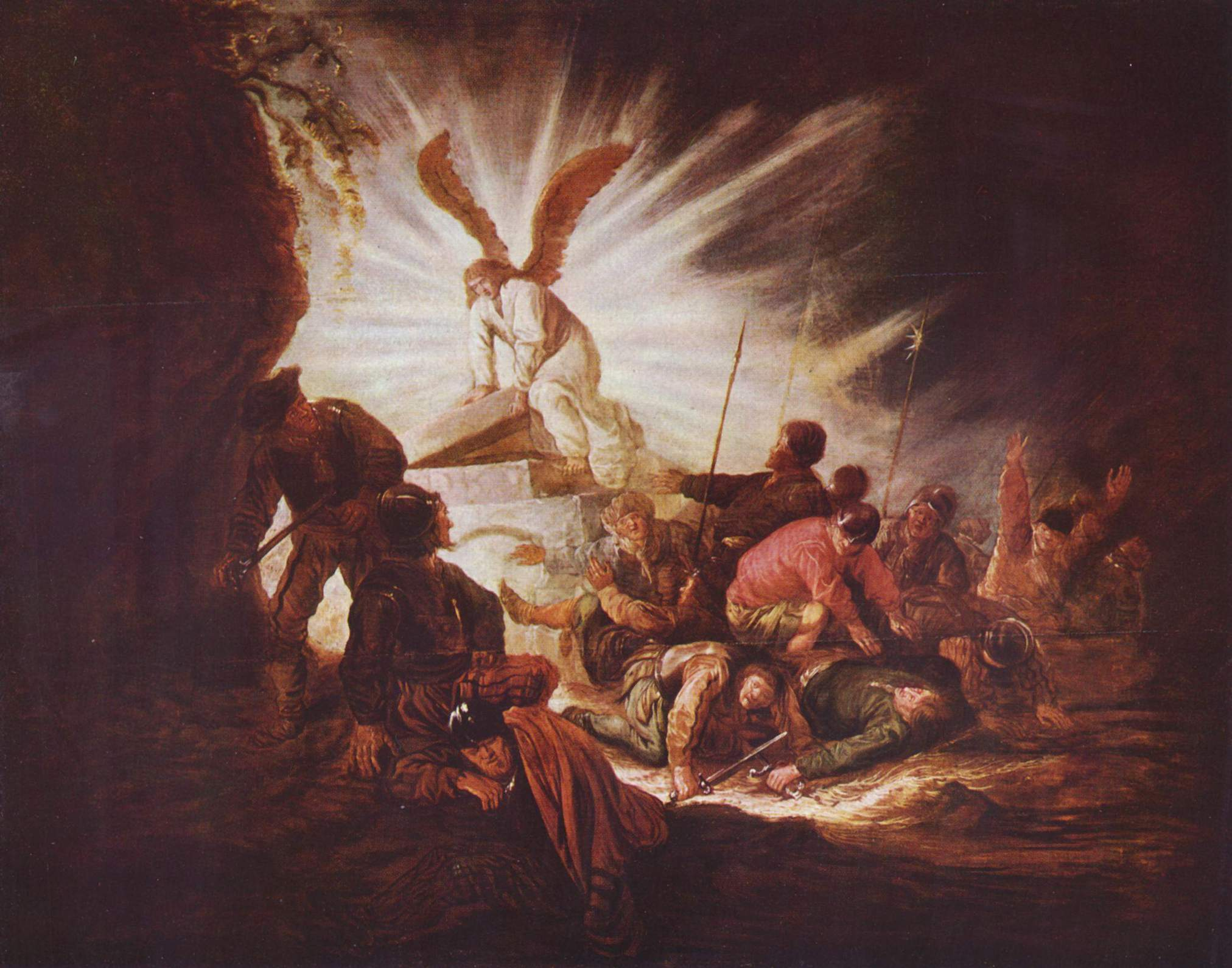
Христове воскресіння. Ангел відкриває Господній гріб. Беньямін Герітч (бл. 1640).
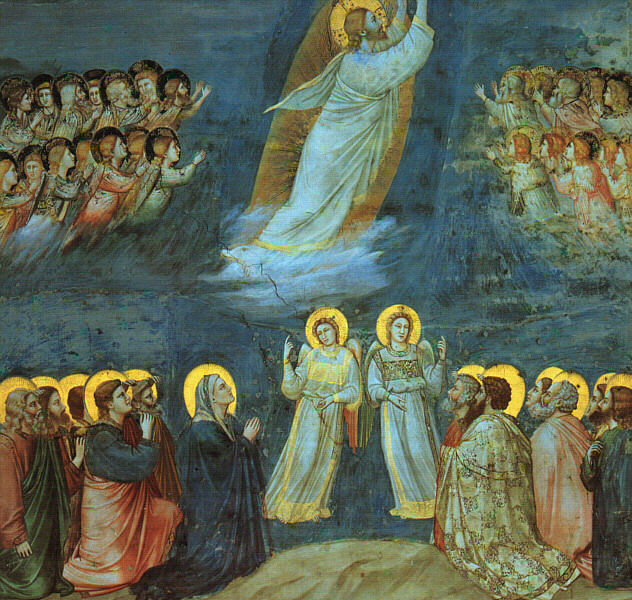
Вознесіння Ісуса Христа, автор Джотто ді Бондоне

### Сучасне християнське літочислення
У всіх державах Європи та більшості країн світу сучасне літочислення нашої ери, включно з XXI століттям та 3-тім тисячоліттям ведеться від Різдва Христового і позначається латинською > Anno Domini, або скорочено: A.D./AD.  Повністю фраза звучить: лат. Anno Domini Nostri Iesu Christi (в рік Господа нашого Ісуса Христа). За таким літочисленням нульового року немає, тому 1 рік AD (нової ери) йде відразу ж після 1 року до Різдва Христового (до нової ери).

## Інші прогнози
- Пілотований політ на Марс ESA за програмою «Аврора».